# Krševan Santini
Krševan Santini (Zara, 11 aprile 1987) è un ex calciatore croato, di ruolo portiere.

## Biografia
È il fratello maggiore di Ivan Santini, anch'egli calciatore.